# Metastelling
Een metastelling is in de metalogica, de wiskundige logica en aanverwante disciplines zoals de metawiskunde een verklaring met betrekking tot stellingen die op hun beurt deel uitmaken van een andere wetenschappelijke theorie of met betrekking tot een axiomatische methode. Een metastelling verschilt daarmee van een gewone stelling in die zin dat ze niet binnen het kader van een gewone wetenschappelijke theorie geuit wordt. Als er door manipulatie iets aan de besproken theorie verandert (bijvoorbeeld door de toevoeging van nieuwe axioma's), is de metastelling vaak niet meer geldig. 

## Voorbeeld
In cryptografische protocollen wordt gebruikgemaakt van formele methoden en in het bijzonder coderingen om discrete informatie te beschermen. De metastellingen hebben in dit geval rechtstreeks betrekking op de veiligheidseigenschappen van het systeem en stellen dat er geen verborgen gegevens uit afgeleid kunnen worden. De specificatie van zo'n protocol is een gewone theorie die verder verfijnd kan worden door middel van theorie-uitbreiding, bijvoorbeeld met behulp van algebraïsche manipulatie en/of het toevoegen van nieuwe axioma's. Dit kan te goeder trouw gebeuren om het systeem nog veiliger te maken, maar ook met kwade bedoelingen om gecodeerde gegevens zoals een sessiesleutel uit het systeem te halen (iets wat in de volksmond ook wel "kraken" wordt genoemd). In beide gevallen verliezen de veiligheidseigenschappen, en daarmee ook de metastellingen volgens welke er geen verborgen gegevens uit het onderliggende systeem afgeleid kunnen worden, door deze verandering hun geldigheid.